# Premolaar
De premolaren zijn de twee kiezen die zich normaal direct achter de hoektand bevinden. Ze worden ook weleens valse kiezen of kleine kiezen genoemd, omdat ze kleiner zijn dan de molaren. De premolaren hebben in mesiodistale (voorachterwaartse) richting een enkelvoudige knobbelstructuur. De functie is het vermalen van het voedsel, meestal door roterende bewegingen. In het volwassen gebit zijn er bovenaan én onderaan twee paar premolaren. Ze worden in het melkgebit voorafgegaan door de melkmolaren; het melkgebit bevat namelijk geen premolaren. De premolaren zijn meestal de laatste tanden die doorkomen in het wisselgebit. De molaren en eventuele verstandskiezen komen nog later door, maar dan spreekt men niet meer van een wisselgebit.
Men maakt in de tandheelkunde onderscheid tussen twee premolaren:
- De eerste premolaar staat vlak achter de hoektand.
- De tweede premolaar staat daarachter, tussen de eerste premolaar en de eerste molaar.

## Internationale tandnummering
In de Internationale tandnummering hebben de premolaren als eenheid 4 en 5, omdat het de vierde en vijfde tanden vanaf het midden zijn. Het gebit is opgedeeld in vier kwadranten, aangegeven met tientallen. Zo kan elke tand worden aangegeven met een getal. Premolaren worden aangegeven met deze nummers;
- 14 & 15 (rechtsboven)
- 24 & 25 (linksboven)
- 34 & 35 (linksonder)
- 44 & 45 (rechtsonder)